# سوريا بونالي
 سوريا بونالي (ولدت في 15 ديسمبر 1973) هي متزلجة فرنسية سابقة تتنافس على فرنسا. وهي حاصلة على  الميدالية الفضية العالمية ثلاث مرات (1993-1995)، بطلة أوروبا خمس مرات (1991-1995)، بطلة العالم للصغار 1991، والبطولة الوطنية الفرنسية تسع مرات (1989-1997).

## وصلات خارجية
- سوريا بونالي على موقع IMDb (الإنجليزية)
- سوريا بونالي على موقع قاعدة بيانات الفيلم (الإنجليزية)
- سوريا بونالي على موقع اللجنة الأولمبية الدولية (الإنجليزية)
- سوريا بونالي على موقع أوليمبيديا (الإنجليزية)